# Doelverdediger

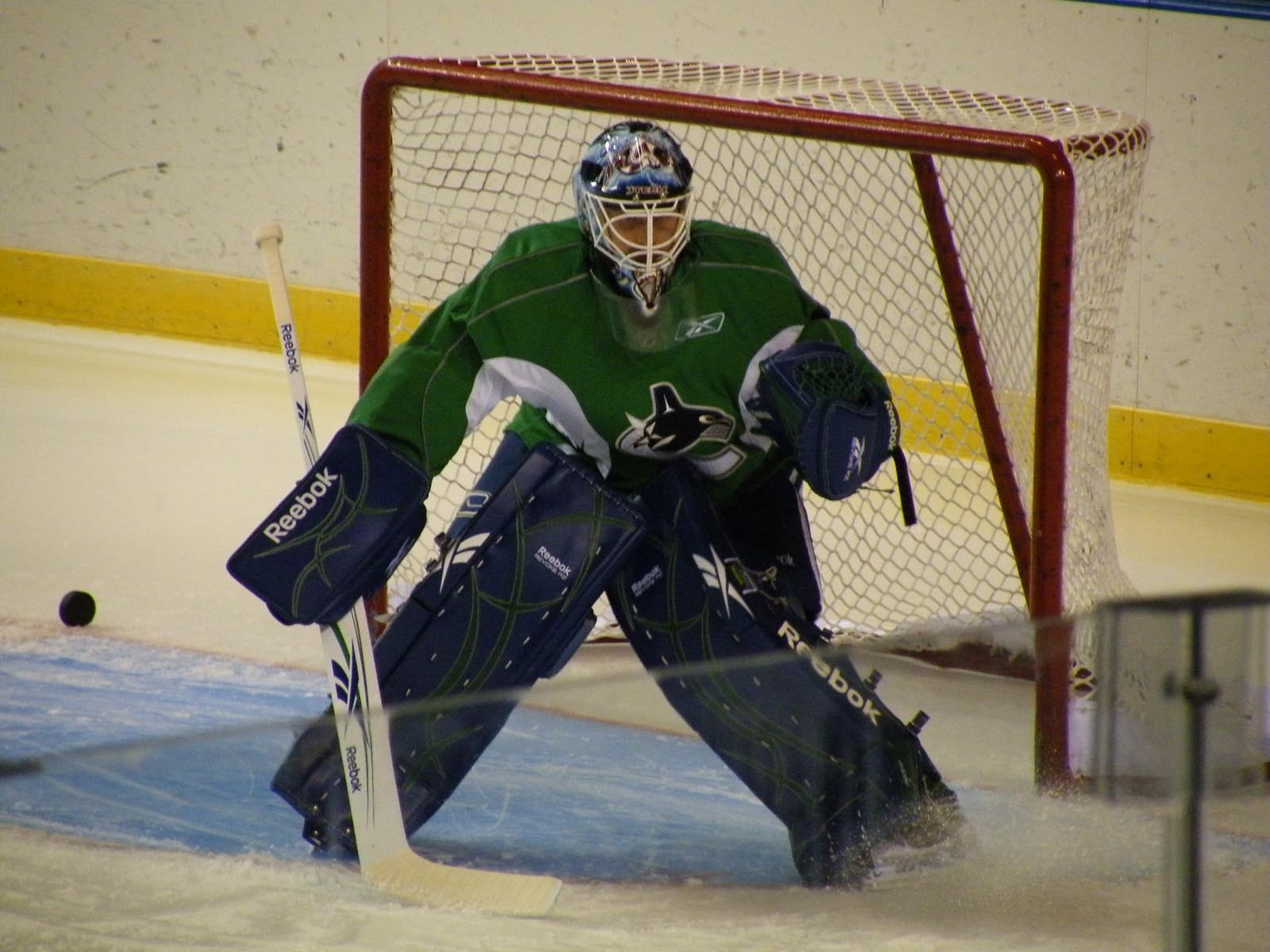
Doelman bij het ijshockey

Een doelverdedig(st)er, keep(st)er, goalie (beide van het Engelse goalkeeper), doelwachter, doelman of -vrouw is een speler van een sportploeg die moet voorkomen dat de tegenstander een punt scoort. De doelman vormt de laatste linie in de verdediging van het doel. Een ploeg heeft maximaal één doelman in het veld staan.
Bij de meeste sporten gelden voor de doelman andere regels dan voor de overige spelers. Vaak geldt er voor de keeper geen of een lichtere restrictie op het spelen van de bal met het lichaam. Zo mag bijvoorbeeld in het voetbal de doelverdediger de bal met de hand spelen in het eigen strafschopgebied, een hockeykeeper mag binnen zijn cirkel de bal met het hele lichaam spelen en in het waterpolo mag een goalie de bal met twee handen tegelijk spelen. In een aantal sporten, zoals ijshockey, is het toegestaan de doelverdediger te wisselen voor een extra veldspeler om met een extra speler een gelijkmaker te forceren in de slotfase. De term "vliegende keeper" zoals deze situatie in het zaalvoetbal heet, wordt in andere sporten ook wel gebruikt als de doelverdediger actief deelneemt aan het spel, bijvoorbeeld in handbal of voetbal. Een goal die ontstaat als gevolg van een leeg achtergelaten doel wordt een "empty net goal" of "empty netter" genoemd. Met name in het ijshockey gebeurt dit in veel gevallen, maar omdat er dan toch al een achterstand is is dit een risico dat teams voor lief nemen. In het handbal is het gebruikelijk dat teams in ondertal tijdens een tijdstraf een extra veldspeler inzetten om weer 6 tegen 6 veldspelers te krijgen.
Een doelverdediger draagt in (bijna) alle gevallen een duidelijk van de rest van het team afwijkend tenue, om hen voor spelers en scheidsrechter(s) makkelijk herkenbaar te maken. Ook heeft een doelverdediger vaak extra bescherming in de vorm van handschoenen en/of lichaamsprotectors; dit laatste in verband met de veiligheid, aangezien bij sommige sporten de bal zeer hard op het doel afgevuurd kan worden. Door de zodanig afwijkende uitrusting van de doelverdediger is een ander shirt niet strikt noodzakelijk in het ijshockey. In het zaalvoetbal is de extra veldspeler verplicht om een shirt in de kleuren van de doelman te dragen, maar hoeft verder geen uitrusting aan. In het ijshockey hoeft de extra veldspeler überhaupt niet herkenbaar te zijn als vervanger van de doelverdediger.

## Sporten
Een doelman is onder andere bekend binnen de volgende sporten:
- voetbal - zie Doelverdediger (voetbal)
- hockey
- handbal
- ijshockey
- waterpolo
- lacrosse
- kanopolo
- bandy